# 하보마이촌
하보마이촌(일본어: 歯舞村)은 일본의 폐지된 행정구역이다. 하보마이 군도와 일본 홋카이도 본섬 네무로반도의 동쪽 끝 부분을 관할하였다. 쿠릴 열도 상륙 작전으로 소련이 지배하게 된 뒤에도 본토에 있는 일부 지역이 있어 행정구역으로 유지되었다가 1959년 폐지되고 하보마이 촌의 전체 영역 (러시아가 실효 지배하는 하보마이 군도를 포함한 영역)이 네무로시에 병합되어 소멸했다. 
그후 1959년 주요 산업은 어업으로 다시마 채집 등이 활발했다.